# Gustavo De Luca
Pour les articles homonymes, voir De Luca.
Carlos Gustavo de Luca, surnommé Pelao (né le 13 février 1962 à Buenos Aires en Argentine), est un joueur argentin de football.

## Palmarès

### Club
| Titre               | Club      | Pays  | Année |
| ------------------- | --------- | ----- | ----- |
| Recopa Sudamericana | Colo-Colo | Chili | 1992  |

### Individuel
| Distinction                                                               | Année          |
| ------------------------------------------------------------------------- | -------------- |
| Goleador (meilleur buteur) de la D2 chilienne avec les Santiago Wanderers | 1987 (16 buts) |
| Goleador (meilleur buteur) de la Primera División de Chile avec La Serena | 1988 (18 buts) |